# クリスチャンバウアー
クリスチャンバウアー（CHRISTIAN BAUER）は結婚指輪をメインとしたドイツのウエディングリング専門のブランド。関連企業では精密部品を供給している。

## 歴史
1880年（明治13年）、ドイツ南西部のバーデン＝ヴュルテンベルク州、ヴェルツハイムでクリスチャン・バウアー氏が創業。シルバージュエリーから開始したメーカーである。第一次世界大戦が始まりドイツも厳しい時代に突入した1914年に鉄で結婚指輪の製造を開始。1925年には初めてゴールドリングの製造に取り掛かった。その後時代の需要から工業製品の製造にも着手。1939年には航空部品を、翌年には工業用スプリングを製造開始。
戦後20人足らずになりながらも次第に復興を遂げた老舗ブランドである。ドイツ特有のマイスター制度も反映され、現在もゴールドマイスターと呼ばれる職人が何人も従事している。

## 技術
アルゴンガス雰囲気下での高周波溶解における合金技術や、独自の鍛造法（FOGING）といった高度な技術と最新設備を活かし、工業部門ではメルセデス・ベンツ、BMW、ポルシェ、NASAの航空部品なども製造。ジュエリー部門では世界30カ国に及ぶ販売網を持つ。日本国内での結婚指輪の展開は1998年より開始。